# Бушево (Вонґровецький повіт)
Бушево (пол. Buszewo) — село в Польщі, у гміні Ґоланьч Вонґровецького повіту Великопольського воєводства.
У 1975-1998 роках село належало до Пільського воєводства.